# POST (HTTP)
컴퓨팅에서 POST(포스트)는 HTTP가 지원하는 요청 방식으로, 월드 와이드 웹에서 사용된다. POST 요청 방식은 웹 서버가 요청 메시지의 본문에 포함된 데이터를 받아 저장하도록 설계되어 있다. 파일을 업로드하거나 작성된 웹 폼 양식을 제출할 때 자주 사용된다.
이와 대조적으로 HTTP GET 요청 방식은 서버로부터 정보를 검색한다. GET 요청의 일부로서 일부 데이터는 URL의 쿼리 스트링을 통해 전달되며 (이를테면) 검색 용어, 날짜 범위, 또 쿼리를 정의하는 기타 정보를 지정한다.
POST 요청의 일부로서, 요청 메시지의 본문에다 임의의 유형의 임의의 양의 데이터를 담아 서버로 전송할 수 있다. POST 요청의 헤더 필드는 보통 메시지 본문의 인터넷 미디어 타입을 지시한다.

## 웹 폼 제출
웹 브라우저가 웹 폼 요소로부터 POST 요청을 보낼 때 기본 인터넷 미디어 타입은 application/x-www-form-urlencoded이다. 이것은 잠재적으로 중복 키가 포함된 키-값 쌍을 인코딩하기 위한 포맷이다. 각각의 키-값 쌍은 '&' 문자로 구분되며 각 키는 '=' 문자의 값과 구분된다. 키와 값들은 둘 다 공백을 '+' 문자로 대체하며 영숫자가 아닌 그 밖의 모든 문자는 퍼센트 인코딩 처리한다.
이를테면 다음의 키-값 쌍은
```
Name: Gareth Wylie
Age: 24
Formula: a + b == 13%!

```

다음으로 인코딩된다.
```
Name=Gareth+Wylie&Age=24&Formula=a+%2B+b+%3D%3D+13%25%21

```

HTML 4.0을 기점으로 폼은 multipart/form-data로 데이터를 제출할 수도 있으며 이는 RFC 2388에 정의되어 있다. (HTML 3.2에 언급된, HTML 2.0의 확장으로 정의된 초기 실험 버전의 경우 RFC 1867 문헌을 참고할 것)
폼이 속한 동일한 문서에 POST하는 특수한 케이스는 포스트백이라고 한다.

## 같이 보기
- 포스트백